# Westerplatte-Museum
Das Museum der Westerplatte und des Krieges von 1939 (poln. Muzeum Westerplatte i Wojny 1939) ist ein geplantes Museum in der polnischen Stadt Danzig. Es soll nach dem erklärten Willen der Regierung Szydło (2015–2017) die heldenhafte Verteidigung der Westerplatte und die Opferrolle der polnischen Soldaten im Zweiten Weltkrieg darstellen.
Das Museum wurde am 22. Dezember 2015 als Gegenentwurf zum Muzeum II Wojny Światowej (Museum des Zweiten Weltkrieges) der Vorgängerregierung gegründet. Nach mehreren Gerichtsverfahren wurde die Vereinigung beider Museen am 6. April 2017 vom Ministerium für Kultur und nationales Erbe bekanntgegeben und der Historiker Karol Nawrocki zum Direktor des Museums des Zweiten Weltkriegs ernannt. Das Museum sollte 2024 eröffnet werden.[veraltet]

## Geschichte und Kontroverse

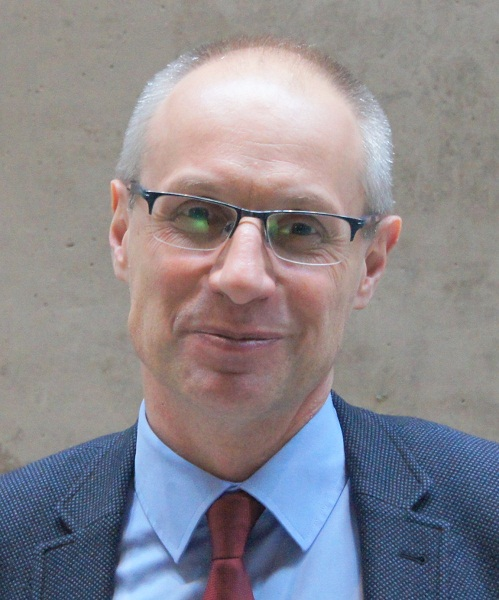
Paweł Machcewicz (2017)

Der Beschuss des polnischen Munitionslagers auf der Westerplatte am 1. September 1939 gilt vielfach als Beginn des Zweiten Weltkrieges. Erst am 7. September kapitulierten die Verteidiger hier vor den übermächtigen Angriffen. Zu den letzten Kampfhandlungen auf dem europäischen Kriegsschauplatz kam es im Mai 1945 zwischen Danziger Nehrung und der Weichsel bei Steegen.
Am 1. September 2008 gründete die Regierung Tusk in Danzig das Museum des Zweiten Weltkrieges. Gründungsdirektor wurde der Historiker und Berater Tusks Paweł Machcewicz, der auch die Idee zu diesem Museum entwickelt hatte. Am 1. September 2012 erfolgte die Grundsteinlegung. In die Fertigstellung des Museums wurden bis 2017 etwa 100 Millionen Euro investiert.
Das Westerplatte-Museum wurde am 22. Dezember 2015 durch die Nachfolgeregierung offiziell gegründet. Es erhielt die Aufgabe, bis 2019 die Ausstellung auf der Danziger Westerplatte zu erneuern. Die Eröffnung ist für 2024 geplant.

### Kontroverse
Das neue Weltkriegsmuseum sollte die Geschichte des gesamten Weltkriegs, auch auf den Schauplätzen im Fernen Osten, umfassen. Für diese Konzeption konnten weltweit Experten und Leihgeber gewonnen werden. Diese internationale Ausrichtung entsprach jedoch nicht den Absichten der rechts-konservativen Regierung nach dem Regierungswechsel im November 2015.
Im April 2016 gab Piotr Gliński, Vize-Ministerpräsident und Minister für Kultur und nationales Erbe, die Absicht bekannt, das Museum dem Westerplatte-Museum, das erst am 22. Dezember 2015 gegründet wurde, zu unterstellen. Machcewicz erfuhr nur durch das Internet von diesen Plänen. Er wurde durch seine Gegner in der regierenden Partei PiS für seine „unpolnische Darstellung“ (niepolska narracja) der historischen Vorgänge kritisiert.
Eine erste Klage gegen diese Unterordnung hatte vor dem Landesverwaltungsgericht in Warschau am 16. November 2016 Erfolg. Diese Entscheidung wurde jedoch am 24. Januar 2017 durch das Oberste Verwaltungsgericht an die Erstinstanz zur Verhandlung zurückverwiesen. Am gleichen Tag erhielt der Direktor seine Kündigung. Einen Tag zuvor konnte er sein Konzept der zu 80 Prozent fertigen Dauerausstellung noch bei einer europaweit beachteten, inoffiziellen Eröffnung präsentieren. Die Danziger Bevölkerung hatte an zwei weiteren Tagen Zugang zum Museum, nach Angaben des Museums nahmen 3500 Besucher das Angebot an.
Zum 1. Februar 2017 wurde die Zwangsvereinigung von Weltkriegs- und Westerplatte-Museum ohne Erfolg betrieben. Der Gründungsdirektor des Weltkriegsmuseums hatte seine Entlassung zum 31. Januar 2017 bereits akzeptiert, konnte jedoch weiterhin im Amt bleiben. Am 30. Januar wurde das Museum geschlossen und am 23. März 2017 offiziell eröffnet.
Das Oberste Verwaltungsgericht gab am 5. April 2017 einer Klage des Kulturministeriums gegen das Muzeum II Wojny Światowej in letzter Instanz statt. Laut Kulturminister Gliński solle die Vereinigung beider Museen „sobald wie nur möglich“ erfolgen. Die Vereinigung beider Museen wurde einen Tag später vom Ministerium bekannt gegeben. Nach eigener Auskunft hatte Machcewicz am 6. April seinen letzten Arbeitstag.

## Museumsleitung
- Piotr Semków, Professor an der Kriegsmarineakademie in Gdynia, Direktor bis März 2016
- Mariusz Wojtowicz-Podhorski, kommissarischer Leiter, seit März 2016[8]
- Karol Nawrocki, ab 7. April 2017 zunächst kommissarischer, dann bis 2021 regulärer Direktor der zwangsvereinigten Museen.

### Ausstellungen
Auf der Westerplatte befindet sich die Dauerausstellung: Ein Seebad, eine Bastion, ein Symbol. Auch wurden neue Schautafeln aufgestellt. Seit 2011 fanden verschiedene Sonderausstellungen u. a. im ECS und in der Johanniskirche sowie Museumstage bei der Gedenkstätte Westerplatte statt.